# 宝塚市立手塚治虫記念館
宝塚市立手塚治虫記念館（たからづかしりつてづかおさむきねんかん）は、兵庫県宝塚市にあるアニメ・マンガミュージアムである。

## 概説
兵庫県宝塚市で約20年間を過ごした手塚治虫の生涯を称えて（出生地は大阪府豊中市）、没後5年にあたる1994年に青少年への夢を育ませる場として、宝塚市に設立された。「自然への愛と生命の尊さ」を基本テーマとする。運営は宝塚市。
宝塚歌劇団では開館に当たり、この年3月～5月の花組公演（第80期生初舞台公演）で手塚の同名作品を原作とするミュージカル『ブラック・ジャック 危険な賭け』と、ショー『火の鳥』を上演した。
2階にあるパソコン端末では、手塚治虫の生涯や作品年鑑を閲覧できるほか、2000年までに製作された手塚関連のテレビアニメ・劇場版アニメ・オリジナルアニメの一部作品が全編全話視聴できるようになっている。

## 施設概要
- 2F
  - 企画展示室
  - 情報・アニメ検索機 - 手塚治虫の情報や2000年までに製作された手塚関連のテレビアニメ・劇場版アニメ・オリジナルアニメの一部作品が全編全話視聴可能
  - ライブラリー、単行本展示棚 - 手塚関連の書籍約2000冊が閲覧可能。
  - ミュージアムショップ
  - ジャングルカフェ - 『ジャングル大帝』がモチーフのカフェ
- 1F
  - エントランスホール
  - 常設展示、グッズ展示棚 - ゆかりの品や作品資料、グッズを展示
  - アトムビジョン - 記念館オリジナル映像を上映
- BF
  - ジオラマ「手塚治虫昆虫日記の宝塚」
  - アニメ工房 - アニメ作画などワークショップ体験

## 利用案内

### 所在地
- 兵庫県宝塚市武庫川町7番65号

### 入場料
- 大人 700円 団体（10人以上）560円
- 学生（中高生） 300円 団体240円
- 小人（小学生） 100円 団体80円
  - ひょうごっ子ココロンカードの対象施設になっている。

### 交通
- JR宝塚駅から徒歩8分
- 阪急宝塚駅（宝塚本線）から徒歩8分
- 阪急宝塚南口駅（今津線）から徒歩5分

## 企画展
- 開舘記念 第1回「手塚治虫展」
  - 1994年4月25日 - 6月21日 第1期「月刊誌時代」
  - 1994年6月23日 - 8月2日 第2期「週刊誌時代」

- 1994年8月4日 - 11月1日 『第1回 手塚治虫作品展 「火の鳥展」
- 1994年11月3日 - 1995年2月28日 『手塚治虫「TVアニメーション」展』
- 1995年3月1日 - 6月27日 『第2回 手塚治虫作品展 「鉄腕アトム展」』
- 1995年6月19日 - 9月5日 『漫画と絵日記による戦争記録展 -学童疎開の600日-』
- 1995年9月7日 - 12月19日 『手塚治虫と少女漫画展』
- 1996年1月1日 - 4月30日 『ブラック・ジャック展』
- 1996年5月2日 - 9月3日 『手塚治虫のメタモルフォーゼ展 -変身・姿を変えたキャラクターたち-』
- 1996年9月5日 - 12月20日 『COM展 - '70年代のマンガ専門誌-』
- 1997年1月1日 - 4月29日 『手塚治虫個展 -色彩の世界- ジャングル大帝、鉄腕アトムからルードウィヒ・Bまで』
- 1997年5月1日 - 9月2日 『ジャングル大帝展 -夢を追い、自然にいどみ、果敢に生きる-』
- 1997年9月4日 - 12月21日 『ドラえもん展 同時開催 マンガ優秀賞 萩尾望都「残酷な神が支配する」特別賞 内木稔夫「現代マンガ図書館の設立と運営に対して」』
- 1998年1月1日 - 4月21日 『実験アニメーション展』
- 1998年4月23日 - 9月1日 『手塚治虫キャラクターワールド 〜マンガを彩る「スターシステム」展』
- 1998年9月3日 - 12月20日 『マグマ大使展 テレビ黎明期の特撮技術 同時開催 円谷プロ「ウルトラマン」の世界』
- 1999年1月1日 - 4月7日 『赤塚不二夫のギャグマンガ展』
- 1999年4月9日 - 9月27日 『手塚治虫記念館5周年記念 ベスト5マンガ展』
- 1999年9月29日 - 12月20日 『アンパンマン展 手塚治虫・やなせたかし二人展』
- 2000年1月1日 - 4月25日 『手塚治虫が愛したアニメーションの世界〜未完の大作「森の伝説」〜』
- 2000年4月27日 - 9月5日 『SFマンガの世界展〜永井豪・手塚治虫 二人展〜』
- 2000年9月7日 - 2001年2月27日 『新生 手塚治虫展 -手塚治虫の夢ぼくたちの夢-』
- 2001年3月1日 - 6月26日 『メトロポリス展 〜21世紀に甦るノスタルジックな未来〜』
- 2001年6月28日 - 10月30日 『手塚治虫の奇妙でふしぎな妖怪ワールド』
- 2001年11月1日 - 2002年2月19日 『手塚治虫と宝塚歌劇 展 〜マンガとタカラヅカの華麗なる関係〜』
- 2002年3月1日 - 7月2日 『みんなの友達 鉄腕アトム 展』
- 2002年7月4日 - 10月29日 『手塚治虫 冒険漫画の王者たち 展 〜アトムから子供たちへ、夢の贈り物〜』
- 2002年10月31日 - 2003年1月26日 『〜手塚治虫の大親友〜 馬場のぼるのせかい 展』
- 2003年3月1日 - 6月24日 『手塚治虫記念館リニューアル&アトム誕生 W記念 アストロボーイ 鉄腕アトム展』
- 2003年6月26日 - 10月21日 『アストロボーイ・鉄腕アトム 展 〜アトム・ハート〜』
- 2003年10月23日 - 2004年2月20日 『B・J生誕30周年記念 ブラック・ジャックのDNA 〜ブラック・ジャックと現代の医療マンガ〜』
- 宝塚市立手塚治虫記念館開館10周年記念
  - 2004年3月1日 - 6月29日 火の鳥〜生命の輝き〜 展
  - 2004年7月1日 - 10月26日 少年・手塚治虫の遊び 〜(遊び)×(好奇心)2＝手塚治虫の(創造力)〜
  - 2004年10月28日 - 2005年2月20日 初・連続テレビアニメ化記念「ブラック・ジャックの大事展」
- 2005年3月1日 - 6月28日 『ブラック・ジャックの魅力の秘密展』
- 2005年6月30日 - 10月25日 『手塚治虫とトリビュートマンガ展』
- 2005年10月27日 - 2006年2月20日 『鉄人28号VS.鉄腕アトム展』
- 2006年3月2日 - 7月11日 『手塚治虫デビュー60周年展』
- 2006年7月13日 - 11月21日 『手塚治虫文化賞10周年展』
- 2006年11月23日 - 2007年2月20日 『映画公開記念 どろろ展』
- 2007年3月1日 - 7月10日 『タカラヅカ、永遠の円舞曲（ロンド）展』
- 2007年7月12日 - 10月30日 『手塚治虫 原画の秘密 展』
- 2007年11月1日 - 2008年2月19日 『横山隆一・手塚治虫 おかしな二人展』
- 手塚治虫生誕80周年記念 手塚治虫の5つの刻（とき）
  - 2008年3月1日 - 6月29日 第1回 永遠の物語展 〜絶筆・未完の作品〜
  - 2008年7月4日 - 10月27日 第2回 1966-1973 開眼
  - 2008年10月31日 - 2009年2月20日 第3回 2008 新たなる世界へ
  - 2009年3月1日 - 6月29日 第4回 1961 アニメへの情熱 〜虫プロの時代〜
  - 2009年7月3日 - 10月26日 第5回 1947 手塚治虫のストーリーマンガ
- 2009年10月30日 - 2010年2月20日 ATOM展 −未来へ−
- 2010年3月1日 - 6月28日 トキワ荘のヒーローたち 〜マンガにかけた青春〜
- 2010年7月2日 - 10月25日 ジャングル大帝 レオの人生
- 2010年10月29日 - 2011年2月20日 星新一展 〜2人のパイオニア〜
- 2011年3月1日 - 6月26日「映画公開記念 手塚治虫のブッダ 〜限りなく広がる創造力〜」展
- 2011年7月1日 - 10月24日「osamu moet moso —feat.いとうのいぢ—」展
- 2012年10月26日 - 2013年2月19日「鉄腕アトムからマジンガーZへ」
- 2013年3月1日 - 2013年6月24日 第58回企画展 日本SF作家クラブと手塚治虫
- 2013年11月1日 - 2014年2月18日「ブラック・ジャック創作秘話」展
- 2016年7月1日 - 2016年10月24日 第68回企画展関連企画「ウルトラヒーローワールド」
- 2016年10月28日 - 2017年2月20日 マルチクリエイター　松本かつぢの世界展
- 2017年7月1日 - 2017年10月23日 冨田勲生誕85周年・初音ミク10周年記念 初音ミク×手塚治虫展 -冨田勲が繋いだ世界-
- 2018年3月1日 - 2018年6月25日 アイカツ!シリーズ5周年記念 テヅカツ! -手塚治虫×アイカツ！シリーズ-
- 2018年11月3日 - 2018年12月24日 第75回企画展 生誕90周年記念「OSAMU TEZUKA MANGA NO KAMISAMA 1 ～フランスからみた手塚治虫～」

## 画像ギャラリー

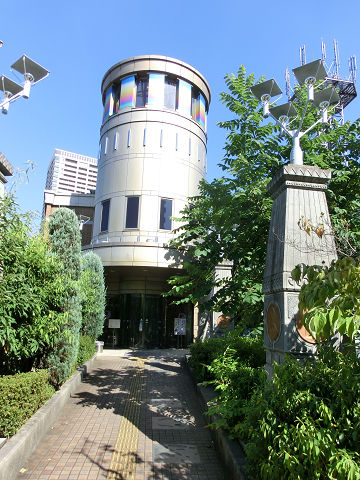
玄関前
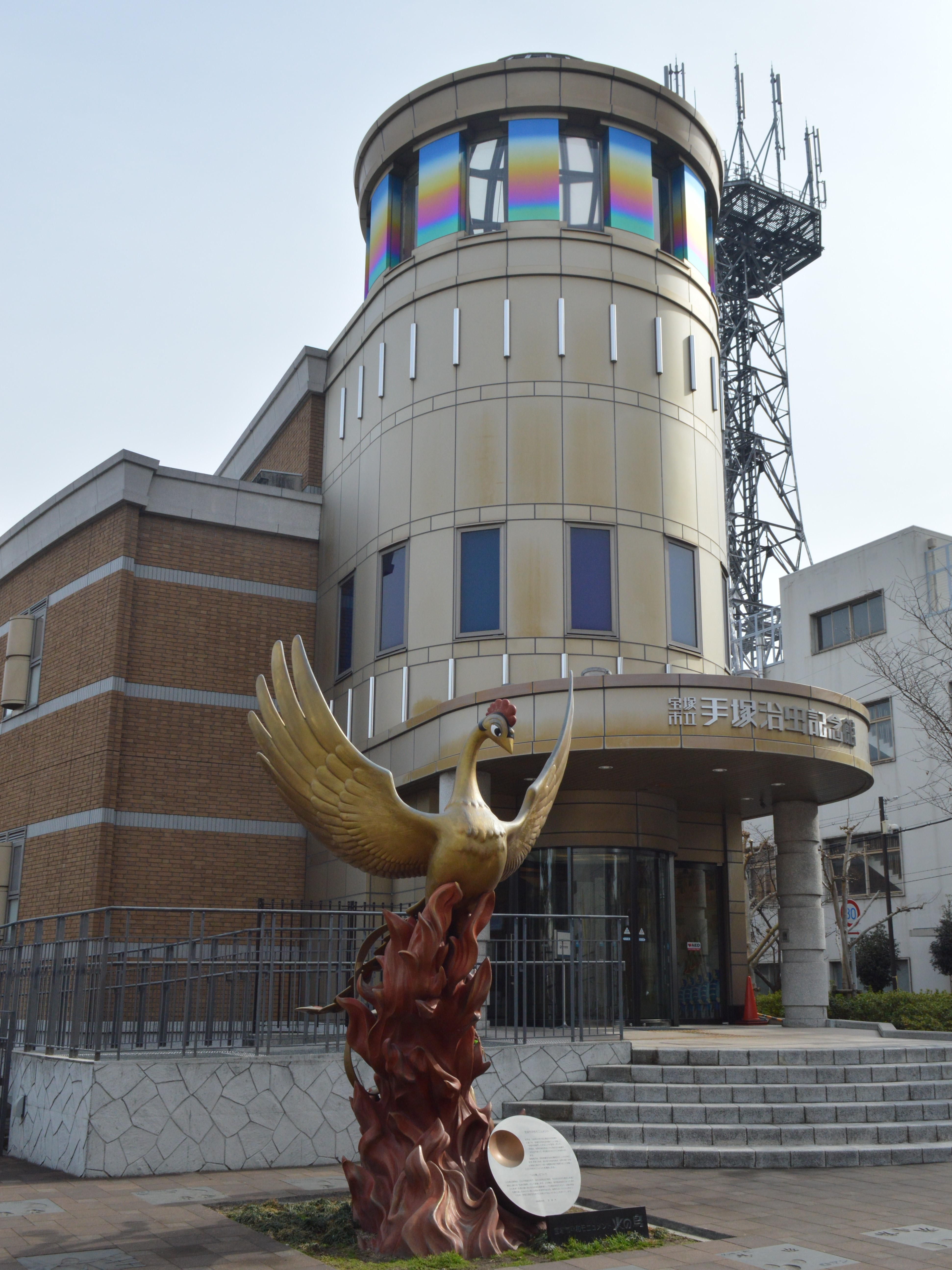
玄関前 火の鳥像
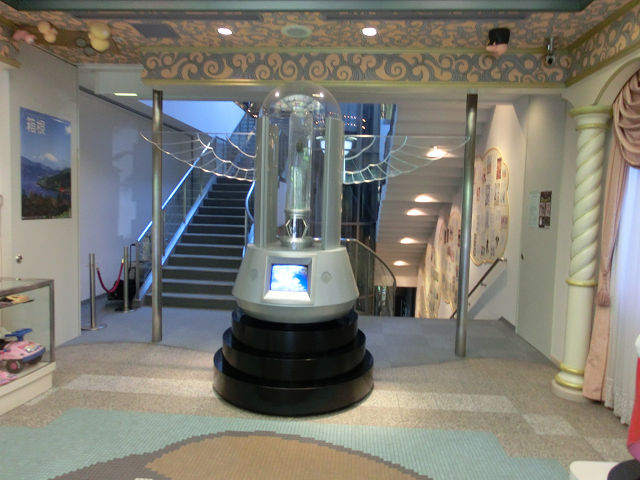
1Fエントランスホール 『リボンの騎士』の王宮がモチーフ
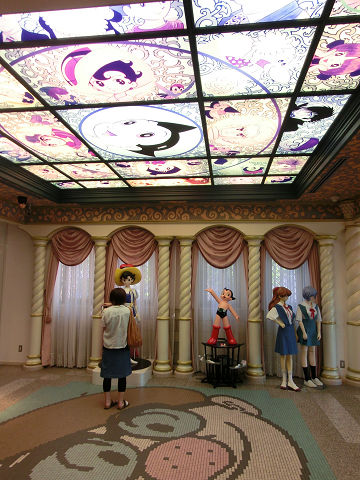
1Fエントランスホール ステンドグラス
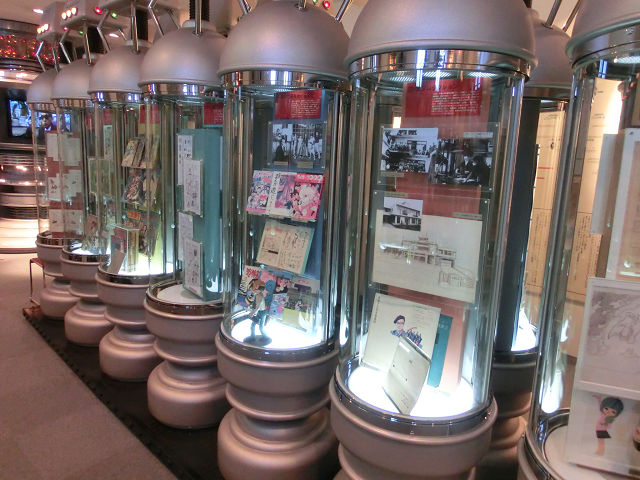
1F常設展示 『火の鳥』の生命維持装置がモチーフ

## 周辺情報
- 宝塚大劇場・宝塚バウホール・宝塚音楽学校
- 宝塚ガーデンフィールズ
- 宝塚ホテル - 大正15年築の近代建築